# Resto di nova

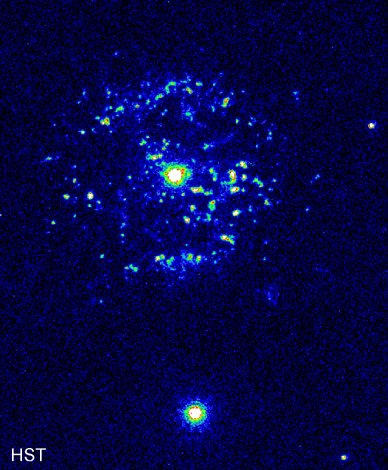
Il resto che circonda la nova ricorrente T Pyxidis.

Un resto di nova è un oggetto nebuloso costituito dal materiale residuo dell'esplosione di una nova o dalle bolle di gas emesse periodicamente da una nova ricorrente. Tali oggetti hanno un'esistenza di pochi secoli, con una velocità di espansione dei gas che raggiunge i 1000 km/s.
La loro massa è notevolmente inferiore a quella di un resto di supernova o a una  nebulosa planetaria.